# Bradicàrdia sinusal
La bradicàrdia sinusal és un ritme sinusal amb una velocitat reduïda de descàrrega elèctrica del node sinoauricular, que resulta en una bradicàrdia, una freqüència cardíaca que és inferior al rang normal (60-100 batecs per minut per a humans adults).
La bradicàrdia sinusal és una condició comuna que es troba tant en individus sans com en esportistes amb bon entrenament.

## Signes i símptomes
Com a trastorn de la salut, la disminució de la freqüència cardíaca pot causar una disminució del cabal cardíac provocant símptomes com ara sensació de perdre el coneixement, mareig, hipotensió, vertigen i síncope. La freqüència cardíaca lenta també pot provocar ritmes ectòpics auriculars, juncionals o ventriculars.